# Polacantha petila
Polacantha petila là một loài ruồi trong họ Asilidae. Polacantha petila được Martin miêu tả năm 1975.